# 2-aminotiazol
El 2-aminotiazol es un compuesto químico del grupo de los 1,3-tiazoles y una amina primaria. Posee un olor similar al de la piridina.

## Obtención
El 2-aminotiazol puede obtenerse reaccionando cloroacetaldehído con tiourea o preferiblemente a partir de acetato de vinilo y tiourea en presencia de cloruro de sulfurilo.

## Propiedades
El 2-aminotiazol es un sólido de color marrón inodoro y soluble en agua, etanol o éter. Puede presentarse como dos sustancias tautoméricas: la amina y la imina.
Se diazotiza con facilidad en soluciones concentradas de ácido nítrico y fosfórico y se combina con sales de diazonio para formar pigmentos azoicos. El 2-aminotiazol también reacciona con percloratos de diazainio para formar percloratos de 1,3,5-triazinio y con los compuestos nitrosos hetarílicos para formar compuestos azoicos similares. Además, puede actuar como un nucleófilo idóneo para las reacciones de Mitsunobu cuando el nitrógeno exocíclico se encuentra protegido bajo la forma de un carbamato.

## Usos y aplicaciones
Se suele utilizar como punto de partida para la síntesis de muchos compuestos, como medicamentos azufrados, biocidas, fungicidas, tintes y aceleradores de reacciones químicas.
El 2-aminotiazol se emplea en la síntesis de gel de sílice a base de 2-aminotiazol y en la reacción de Ullmann con ácidos 2-clorobenzoicos a través de la irradiación ultrasónica. Actúa como componente de colorantes dispersos, como el inhibidor de la tiroides aplicado para tratar el hipertiroidismo, en forma de tartrato ácido y como agente terapéutico para las enfermedades priónicas. También se usa para matar bacterias. Además, sirve como producto inicial para la síntesis de la sulfonamida sulfatiazol. Los derivados del 2-aminotiazol son potentes inhibidores de la quinasa dependiente de ciclina 5 y se están investigando como terapéuticos para el tratamiento de enfermedades como el Alzheimer y otros trastornos neurodegenerativos.
Muchos 2-aminotiazoles y 2-amidotiazoles son fármacos como el avatrombopag, la amtamina, el amifenazol, la abafungina, la acotiamida y el pramipexol.